# Пурнушкес
Пурнушкес (лит. Purnuškės) — деревня в Вильнюсском районе. Она расположена в 26 км к северу от Вильнюса и в 10 км к юго-востоку от Пабярже. По подсчетам французских ученых, проведенным в 1989 году, это географический центр Европы.

## Население
| 1905                           | 1931 | 1959 | 1970 | 1979 | 1989 | 2001 | 2011 |
| ------------------------------ | ---- | ---- | ---- | ---- | ---- | ---- | ---- |
| 42                             | 138  | 91   | 79   | 69   | 60   | 53   | 40   |
| Гистограмма динамики населения |      |      |      |      |      |      |      |